# Gothic Remake
Gothic Remake ist ein bei Alkimia Interactive in Entwicklung befindendes Remake des gleichnamigen Computerspiels aus dem Jahr 2001. Das Remake wird für die Systeme Microsoft Windows, PlayStation 5 und Xbox Series entwickelt und soll durch THQ Nordic im 1. Quartal 2026 veröffentlicht werden.

## Hintergrund, Entwicklung und Gameplay
Im Mai 2019 kaufte der österreichische Computerspiele-Publisher THQ Nordic das deutsche Entwicklungsstudio Piranha Bytes, das sowohl Urheber als auch Rechteinhaber des Computerspiels Gothic war. Diese Besitz- und Eigentumsrechte gingen an THQ Nordic über.
Im Dezember 2019 veröffentlichte die spanische Dependance von THQ Nordic, THQ Barcelona, mit dem Gothic Playable Teaser eine Demo und startete zeitgleich eine öffentliche Umfrage, um aus der Gothic-Community bzw. Fangemeinschaft Rückmeldungen zur Demo und ein Stimmungsbild zur Idee eines Remakes zu erhalten. Die Resonanz darauf war mit über 180.000 Downloads der Demo und über 30.000 Rückmeldungen, die dementsprechend unterschiedlich ausfielen, relativ hoch. Im Februar 2020 gab THQ Nordic die Entscheidung zur Produktion bekannt. Es hatten sich dem Publisher zufolge über 90 % der Spieler für die Produktion eines Remakes ausgesprochen. Außer bestimmten Grafiken, die aus dem Playable Teaser stammen, hat es laut Alkimia Interactive nach der Community-Rückmeldung, bei der sich für ein originalnahes Remake ausgesprochen worden sei, einen „kompletten Neustart“ beim Spieldesign gegeben.
Alkimia Interactive war vor Produktionsbeginn, im Mai 2020, eigens für die Entwicklung eines Gothic-Remakes in Barcelona gegründet worden. Allen kreativ Beteiligten wurde vor Produktionsbeginn angeraten, den Originaltitel gespielt zu haben. Piranha Bytes selbst hatte gegenüber THQ Nordic angegeben, dass ihre eigene Motivation in der Spieleentwicklung nicht bei einem weiteren Gothic-Spiel, sondern in der Entwicklung von anderen Titeln, wie ELEX, liegt. Infolge der Schließung von Piranha Bytes im Winter 23/24 schlossen sich jedoch Mitarbeiter jenes Teams dem Studio Alkimia Interactive und damit der Entwicklung des Remakes an.
Eigener Aussage zufolge ist das „Herzstück“, auf das sich Alkimia Interactive in der Produktion konzentriert, die KI. So entscheide ein Algorithmus bei dem Spiel, welche Animationssequenzen bei der Steuerung abgerufen werden bzw. aufeinanderfolgen, damit Bewegungen des Spielercharakters („namenloser Held“) und NPC realistisch wirken. Als Vorgaben dienen dem Algorithmus bzw. der KI 20- bis 30-minütige Motion-Capture-Aufnahmen, die in einzelne Sequenzen unterteilt und kategorisiert wurden, was als Motion-Magic bezeichnet wird. Der Iteration sei diesbezüglich viel Arbeitszeit zugutegekommen. Auch „Steuerung und UI“ seien „zwei große Punkte“, um das Spiel „zugänglicher [als das Original] zu machen“. Laut Reinhard Pollice, dem leitenden Entwickler von Alkimia Interactive, orientiert sich das Kampfsystem im Remake, im Gegensatz zum Playable Teaser, am Original. Auch das Skillsystem wieder „sehr nahe am Original sein“. Getreu dem Spiel von 2001 beginnt der namenlose Held untrainiert und ohne jegliche Fähigkeiten. Das Schlösserknacken werde ein ähnliches System wie im Original aufweisen, jedoch nach Angaben von Alkimia Interactive anders präsentiert. Aufgrund gestiegener Gestaltungsmöglichkeiten seit 2001 und der damit verbundenen höheren Detaildichte werde die Spielwelt, die dem Original nachempfunden ist, generell um 10–30 % größer ausfallen. Wurden manche Orte in der originalen Spielwelt nicht zu Ende designt, sei versucht worden, solche „Potenziale aufzugreifen“. So wurden Ideen, die Piranha Bytes bei der Entwicklung des Originals aufgrund mangelnden Budgets und mangelnder Zeit nicht habe umsetzen können, aufgegriffen. Deswegen weisen manche Orte eine höhere Vergrößerung auf als andere. Gegenüber dem Original hat das Remake durch die Einbindung einzelner neuer Orte mehr Quests, die sich an der Lagerzugehörigkeit ausrichten, weil es dem Original mit zunehmenden Spielverlauf an solchen Quests mangelte. Rätsel seien um „neue Interaktionen“ überarbeitet worden. Habe die Handlung des Originals „Plotholes“ [Lücken] aufgewiesen, wolle man im Remake besser erklären. Ein inhaltlich-narrativer Unterschied ist, dass das Remake mehr Inhalt und Lore zu den Orks und ihrer Kultur bietet und dass der Spieler darüber entscheiden kann, wie er sich zu ihnen verhält. Weitere Neuerungen gegenüber dem Original sind die Einstellbarkeit des Kamerawinkels der Third-Person-Perspektive und die Anpassbarkeit der Game Balance (Schwierigkeitsoptionen). Betrug die Spielzeit des Originals zwischen 23 und 38 Stunden, kann das Remake etwa 10 Stunden (nach anderer Aussage bis 20 Stunden) länger dauern. Dies gilt jedoch für einen Spieldurchlauf. Wegen der zusätzlichen lagerspezifischen Quests der drei Fraktionen verfügt das Remake insgesamt über mindestens 30 Stunden Zusatzinhalte. Bei Alkimia Interactive waren im Jahr 2023 etwa 45 und im Jahr 2024 über 50 Mitarbeiter mit der Produktion des Remakes beschäftigt.
Für das Design von Rüstungen und NPCs wurde das in Sarajevo liegende THQ-Schwesterstudio Gate21 beauftragt. Rüstungen der NPCs werden im Gegensatz zum Gothic des Jahres 2001 nicht punktgenau einheitlich aussehen, sondern sich in Details unterscheiden, sodass von jedem Rüstungsmodell Variationen vorhanden sind. Der Held bzw. PC soll im Remake die Wertigkeit seiner Rüstung durch Modifikationen per Crafting verbessern können, was wiederum die Optik der Rüstung gering beeinflusst. Die Waffenschmiedekunst und das Nahrungsmittel- bzw. Kochsystem ist für das Remake ausgebaut worden. Um den Arbeitsprozess zu erleichtern und zu beschleunigen, wird bei der Erstellung von Gesichtern von NPCs auf Deep-Learning-KI zurückgegriffen. Die Gesichterentwicklung der NPCs war ein mehrjähriger Prozess, an dessen Anfang die Gesichter manuell gestaltet wurden. Um bei etwa 600 Charakteren im Spiel nicht sich wiederholende Gesichter zu haben (wie es im Original der Fall war), morphten die Entwickler Gesichtermodelle miteinander, um neue Gesichter entstehen zu lassen.

### Engine und Mod-Support
Das Spiel wird aus organisatorischen Gründen mit der Unreal Engine entwickelt. Während der Entwicklung stieg Alkimia Interactive von Version 4 auf Version 5 um. Auf die Frage, ob es für das Remake einen Mod-Support geben wird, erklärte das Entwicklungsstudio, das teils selbst aus Mitgliedern besteht, die an Mods zu Gothic I und Gothic II mitgewirkt hatten (darunter auch Chefentwickler Pollice), dass Modder AngelScript nutzen können. Diese Skriptsprache verwendete Alkimia eigener Aussage zufolge „bereits intensiv für viele Spielmechaniken“ bei der Entwicklung des Remakes. Die Unreal Engine sei „nicht ideal für Modding“, da Unreal „eine strikte Trennung zwischen den Daten, die ausgeliefert werden, und den Daten, die bearbeitet werden können, aufrechterhält“.

### Soundtrack, Dialoge, Synchronisation und Sprachausgabe
Kai Rosenkranz, der bereits Komponist des titelgebenden Originals war, ist ebenfalls für den Soundtrack des Remakes verantwortlich. Der Originalsoundtrack wird von Rosenkranz neu interpretiert und um weitere Musikstücke erweitert.
Dialoge wurden, wo nötig, umgeschrieben bzw. angepasst und um weitere, neu Geschriebene, ergänzt. Wie im Original kann die Wahl einer Dialogoption den Verlauf und Ausgang eines Gesprächs bestimmen. Für das Spiel wird es eine Sprachausgabe in Deutsch und Englisch und wegen der ausgeprägten Beliebtheit der Gothic-Spieleserie in Polen und Russland auch in den entsprechenden Landessprachen, Polnisch und Russisch geben. Geplant sind auch textbasierte Lokalisierungen für Chinesisch, Französisch, Italienisch, Japanisch, Koreanisch und Spanisch. Bei der Erstellung der deutschen Sprachausgabe bezieht Alkimia Interactive Synchronsprecher mit ein, die am Original beteiligt waren. Wo sich Stimmen zu sehr veränderten bzw. alterten, wird davon abgesehen. Bei der deutschen Vertonung des NPCs Diego ließ Alkimia Interactive die Öffentlichkeit darüber abstimmen, welche Stimme verwendet wird. Die englische Textlokalisierung wurde komplett überarbeitet, da Alkimia kritisierte, dass die ursprüngliche englische Lokalisierung nicht die Stimmung vermittelte, die sie wie die deutsche, polnische und russische Version hätte tun sollen. Wie in den originalen Gothic-Teilen wird der Dämonenbeschwörer Xardas auch im Remake von Bodo Henkel gesprochen.

### Marketing, Demo und Verkaufsversionen
Im August 2022 wurde ein erster Trailer veröffentlicht. Seit Januar 2023 werden vereinzelt Artworks und Screenshots des Remakes über die Verkaufsplattform Steam veröffentlicht. Im August 2023 wurde ein zweiter Trailer veröffentlicht. Ein Jahr später wurde ein dritter Trailer, der Spielszenen enthielt, veröffentlicht. Auf der Gamescom wurde im selben Monat eine Demo vorgestellt, die sich aber hinsichtlich Gameplay und Setting (bspw. kein Schnellspeichern-Modus, anderer Spielercharakter) vom fertigen Remake unterscheidet. Im Rahmen des Steam Next Fest 2025 wurde die als „Nyras Prologue“ betitelte Demo über Steam veröffentlicht. Nach der Veröffentlichung der Demo nahmen 15.000 Spieler an einer Umfrage teil. Anfang August 2025 wurde ein vierter Trailer vorgestellt.
Es gibt eine Standard-Edition und eine Collectors Edition als Verkaufsversion. Während die Standard-Edition ausschließlich das Spiel enthält, beinhaltet die Collectors Edition, die auf 7.500 Exemplare limitiert ist, neben dem Spiel auf DVD eine als Wanddekoration konzipierte sogenannte Schläfermaske mit Wandhalterung, ein Notizbuch und ein Armband (jeweils aus Echtleder) und den Soundtrack des Spiels auf CD.

### Veröffentlichung
Im Februar 2023 mochte sich Alkimia Interactive, das eigenen Angaben zufolge „mitten in der Produktion und damit perfekt im Zeitplan“ steckt, nicht auf einen Veröffentlichungstermin festlegen. Im März 2023 nannte das Studio das Jahr 2024 als „realistischen Release-Zeitraum“. Publisher THQ Nordic wollte im selben Monat eigener Aussage nach „keinen finalen Release-Zeitraum des Gothic-Remakes benennen“. Im August 2023 wurde vermeldet, dass das Spiel in der zweiten Jahreshälfte 2024 erscheinen soll. Im Zuge der Gamescom wurde im September 2024 berichtet, dass die Veröffentlichung auch im 1. Quartal 2025 erfolgen könnte. Ende 2024 wurde berichtet, dass das Remake sehr wahrscheinlich 2025 auf den Markt kommt, aber auch erst im 1. Quartal 2026 veröffentlicht werden könnte. Anfang August 2025 wurde das erste Quartal 2026 als Veröffentlichungszeitraum bekannt gegeben.